# Escadrila albă: carnet de zbor
Escadrila albă: carnet de zbor este un film românesc din 2004 regizat de Șerban Creangă. Rolurile principale au fost interpretate de actorii Mariana Drăgescu.

## Distribuție
Distribuția filmului este alcătuită din:
- Mihai Niculescu — lectura comentariului
- Mariana Drăgescu